# 贝蒂西亚·戈扎迪尼
贝蒂西亚·戈扎迪尼（義大利語：Bettisia Gozzadini，1209年—1261年11月2日）是一名意大利法学家。16世纪开始，博洛尼亚的各种编年史和历史书籍中称她是博洛尼亚大学的“博士”和法学教师，在20世纪和21世纪的出版物中经常被称为是该学院乃至全世界大学中取得学位的第一位女性。
但是自18世纪下半叶以来，她的学位一直受到质疑。由于缺乏官方文献，几个世纪以来都有文章认为她仅仅是一个传说人物。

## 生平
16世纪的修士兼历史学家凯鲁比诺·吉拉尔达奇（Cherubino Ghirardacci）在《博洛尼亚历史》（1596年）中首次记载了戈扎迪尼的生平。书中称她于1209年出生，来自戈扎迪尼家族。戈扎迪尼家族属于圭尔夫派，因其贸易、财富和银行活动闻名博洛尼亚。13世纪末，他们参与政治，并在15世纪达到顶峰。当时他们获得了许多贵族头衔。在接下来的几十年里，在教皇儒略二世治下，他们巩固了自己的威望。除了经济活动和公职之外，戈扎迪尼家族还作为荣誉学者在法律和医学领域崭露头角：15世纪，该家族的几位成员——巴托洛梅奥、洛多维科、博爱提乌斯、戈扎迪诺、米开朗基罗和西皮奥内——成为了知名法学家和执法官，并在当地任教。而弗朗西斯科、乔瓦尼和洛伦佐则成为了内外科医生。
根据吉拉尔达奇的记载，贝蒂西亚是阿马多尔·戈扎迪尼和阿德拉西亚·佩戈洛蒂的女儿，她从小天赋异禀，更喜欢学习而不是做女红，12岁就在学校里穿得像个绅士。1236年6月3日，“发生了日全食，而她获得了博士学位，为整个博洛尼亚城带来了大吉祥；连续两年，她在家中向30多位学者宣读论文，这些学者都听了她的演讲。然后她病了，一直身体不适，1239年才康复”。